# 진보동맹

진보동맹(Progressive Alliance)은 2013년 5월 사회주의 인터내셔널이 반민주적 정당들을 회원으로 받아들인다며 반발한 정당들이 독일 사회민주당을 중심으로 독일 라이프치히에서 결성한 국제적 집단이다. 진보동맹은 진보주의, 평등주의, 사회민주주의, 사회주의와 노동운동을 위한 조직적인 집단을 양성하는 것이 목표이다.
이에 따라 진보동맹의 회원 정당들 일부는 사회주의 인터내셔널에서 탈퇴하기도 하였으나, 여전히 다수는 사회주의 인터내셔널에도 회원 자격을 유지하고 있다. 사회주의 인터내셔널과 다른 점은 사회주의 정당이 아니더라도 사회민주주의 등 진보주의적 색채를 보이면 가입할 수 있다는 것이다.
대한민국의 민주통합당은 진보동맹 창립 조직원 중 하나였으며, 더불어민주당으로 변경된 후에도 2015년까지 정회원으로 참여해왔으나 2016년 탈퇴했다. 정의당은 현재 옵저버로 참가하고 있다.

## 회원 및 옵저버
| 국가명              | 집권 여부 | 정당명                         |
| ------------------- | --------- | ------------------------------ |
| 아르헨티나          |           | 사회당                         |
| 오스트레일리아      | 집권      | 오스트레일리아 노동당          |
| 오스트리아          |           | 오스트리아 사회민주당          |
| 벨기에              |           | 사회당 (벨기에)                |
| 벨기에              |           | 대안사회당                     |
| 볼리비아            |           | 사회주의 운동                  |
| 볼리비아            |           | 두려움없이 운동                |
| 브라질              |           | 노동자당 (브라질)              |
| 브라질              |           | 브라질 사회당                  |
| 카메룬              |           | 사회민주전선                   |
| 캐나다              |           | 신민주당                       |
| 중앙아프리카 공화국 |           | 중앙아프리카인민해방운동       |
| 칠레                |           | 칠레사회당                     |
| 칠레                |           | 칠레 민주주의                  |
| 칠레                |           | 사회민주급진당                 |
| 크로아티아          |           | 크로아티아 사회민주당          |
| 키프로스            |           | 사회민주주의운동               |
| 키프로스            |           | 민주당                         |
| 북키프로스          |           | 공화터키당                     |
| 체코                |           | 체코 사회민주당                |
| 덴마크              |           | 사회민주당                     |
| 도미니카 공화국     |           | 현대혁명당                     |
| 도미니카 공화국     |           | 도미니카 혁명당                |
| 이집트              |           | 이집트 사회민주당              |
| 엘살바도르          |           | 화라부토 마르티 민족 해방 전선 |
| 적도 기니           |           | 사회민주연합                   |
| 에리트레아          |           | 에레트레아 인민 민주당         |
| 핀란드              |           | 핀란드 사회민주당              |
| 프랑스              |           | 사회당                         |
| 독일                | 집권      | 독일 사회민주당                |
| 가나                |           | 국민민주회의                   |
| 그리스              |           | 범그리스 사회주의 운동         |
| 그레나다            |           | 국민민주회의                   |
| 홍콩                |           | 홍콩 공민당                    |
| 홍콩                |           | 홍콩 민주당                    |
| 헝가리              |           | 헝가리 사회당                  |
| 헝가리              |           | 헝가리 사회민주당              |
| 인도                |           | 인도 국민 회의                 |
| 인도                |           | 민주사회주의협회               |
| 인도네시아          |           | 나스뎀당                       |
| 이란                |           | 이란 쿠르디스탄 민주당         |
| 이란                |           | 이란 쿠르디스탄 코마라당       |
| 이란                |           | 쿠르디스탄 코마라당            |
| 이라크              |           | 쿠르디스탄 애국 동맹           |
| 이라크              |           | 쿠르디스탄 사회민주당          |
| 아일랜드            |           | 노동당                         |
| 이스라엘            |           | 이스라엘 노동당                |
| 이스라엘            |           | 메라즈당                       |
| 이탈리아            |           | 민주당                         |
| 코트디부아르        |           | CAP-UDD                        |
| 일본                |           | 입헌민주당                     |
| 요르단              |           | 요르단 사회민주당              |
| 케냐                |           | 케냐 노동당                    |
| 라트비아            |           | 사회민주당                     |
| 레바논              |           | 진보사회당                     |
| 리투아니아          |           | 리투아니아 사회민주당          |
| 룩셈부르크          |           | 룩셈부르크 사회주의 노동자당   |
| 마카오              |           | 신마카오협회                   |
| 마케도니아          |           | 사회민주동맹                   |
| 말레이시아          |           | 민주행동당                     |
| 모리타니            |           | 진실민주당                     |
| 모리셔스            |           | MMM                            |
| 멕시코              |           | 민주혁명당                     |
| 몽골                | 집권      | 몽골 인민당                    |
| 몬테네그로          |           | 몬테네그로 사회민주당          |
| 몬테네그로          |           | 사회 몬테네그로 민주당         |
| 모로코              |           | 인기있는 사회주의 연합         |
| 미얀마              |           | 국민민주연맹                   |
| 미얀마              |           | 신사회민주당                   |
| 네팔                |           | 네팔 회의당                    |
| 네덜란드            |           | 노동당 (네덜란드)              |
| 노르웨이            |           | 노르웨이 노동당                |
| 파키스탄            |           | 아와미당                       |
| 파키스탄            |           | 파키스탄 국민당                |
| 파라과이            |           | Guasú Front                    |
| 필리핀              |           | 아크베이안 시민 행동당         |
| 폴란드              |           | 민주좌파연합                   |
| 포르투갈            |           | 사회당 (포르투갈)              |
| 몰도바              |           | 몰도바 민주당                  |
| 루마니아            |           | 사회민주당                     |
| 러시아              |           | 공정 러시아                    |
| 세네갈              |           | 세네갈 사회당                  |
| 세르비아            |           | 민주당                         |
| 세르비아            |           | 사회민주당                     |
| 슬로베니아          |           | 사회민주주의자                 |
| 소말리아            |           | 소말리아 사회주의연합당        |
| 대한민국            |           | 정의당                         |
| 에스파냐            |           | 에스파냐 사회노동당            |
| 세인트루시아        |           | 세인트루시아노동당             |
| 스와질란드          |           | 인민연합민주회의               |
| 스웨덴              |           | 스웨덴 사회민주노동자당        |
| 스위스              |           | 스위스 사회민주당              |
| 중화민국            | 집권      | 민주진보당                     |
| 탄자니아            |           | Chama Cha Mapinduzi            |
| 동티모르            |           | 동티모르독립혁명전선           |
| 튀니지              |           | 노동 민주 자유 포럼            |
| 튀니지              |           | 튀니지 노동당                  |
| 튀르키예            |           | 공화인민당                     |
| 우루과이            |           | 광역전선                       |
| 영국                |           | 노동당                         |
| 서사하라            |           | 폴리사리오 전선                |
| 예멘                |           | 예멘사회당                     |
| 짐바브웨            |           | 민주화 운동                    |

## 같이 보기
- 사회주의 인터내셔널
- 국제민주연합